# Jaferowy Grzbiet

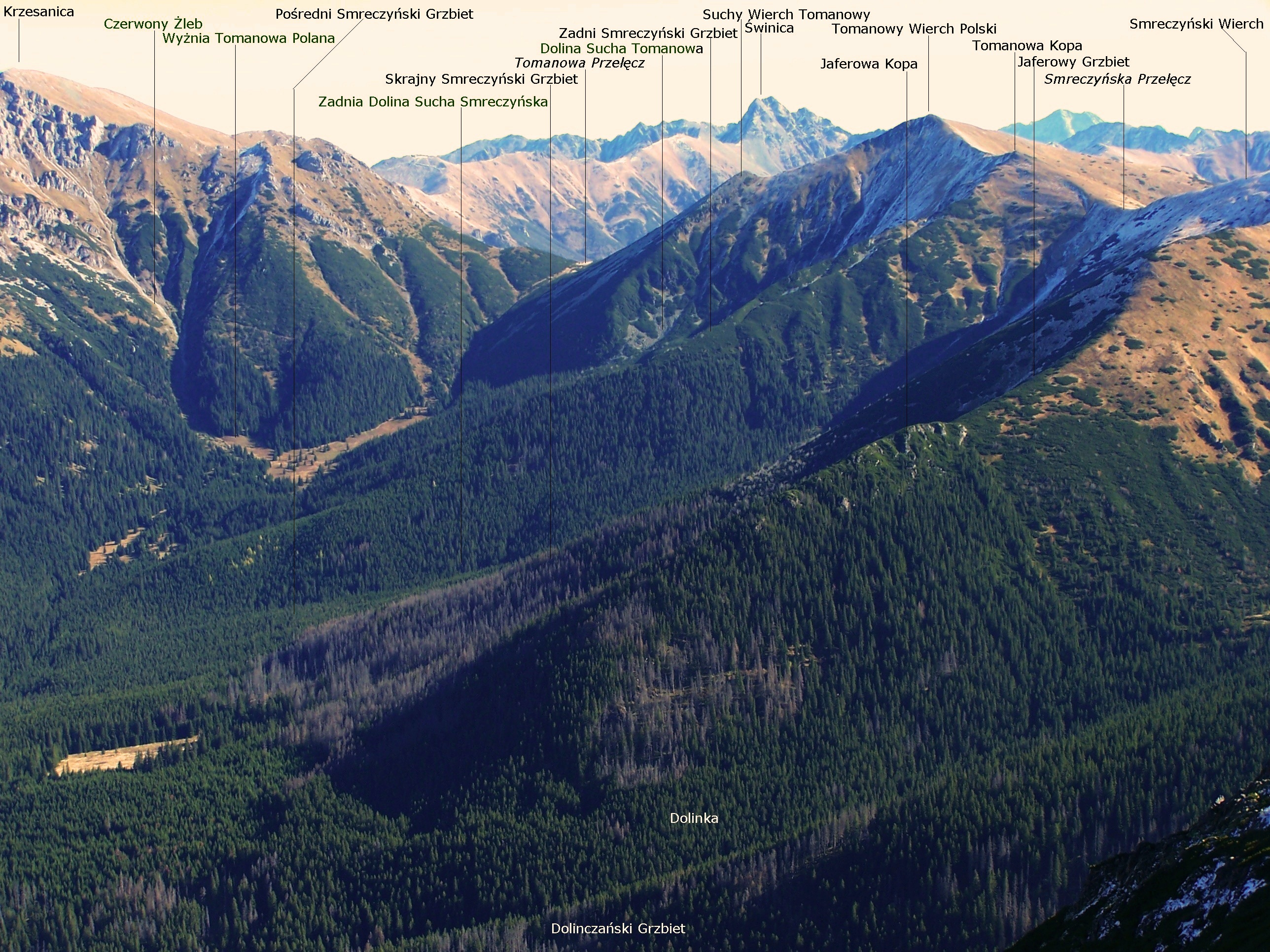
Widok z Ornaku

Jaferowy Grzbiet – boczne odgałęzienie Skrajnego Smreczyńskiego Grzbietu w polskich Tatrach Zachodnich. Opada od wysokości ok. 1750 m w północno-zachodnim kierunku do dolnej części Doliny Pyszniańskiej. Oddziela od siebie dwa odgałęzienia tej doliny: Dolinkę (po jego wschodniej stronie) i Jaferowy Żleb znajdujący się po jego zachodniej stronie, w widłach Jaferowego Grzbietu i Skrajnego Smreczyńskiego Grzbietu. Na Jaferowym Grzbiecie znajduje się skaliste wzniesienie – Jaferowa Kopa (1598 m), zaś poniżej wylotu Jaferowego Żlebu Wyżnia Smreczyńska Polana. Na wielkiej równi u podnóży Jaferowego Grzbietu położony jest Smreczyński Staw.
Znajduje się poza szlakami turystycznymi. Dawniej były to tereny wypasowe należące do Hali Pysznej, wypasu zaprzestano jednak już dawno. Obecnie jest to obszar ochrony ścisłej „Pyszna, Tomanowa, Pisana”. Na Jaferowym grzbiecie odtworzył się już typowy dla Tatr piętrowy układ roślinności.